# Callistomyia icarus
Callistomyia icarus är en tvåvingeart som först beskrevs av Osten Sacken 1882.  Callistomyia icarus ingår i släktet Callistomyia och familjen borrflugor. Inga underarter finns listade.